# Sahra Schuller
Sahra Schuller (ur. 13 listopada 2004) – austriacka skoczkini narciarska, reprezentantka klubu ASVÖ SC Höhnhart. Medalistka mistrzostw świata juniorów (2024).
W sierpniu 2019 zadebiutowała w Alpen Cupie, zajmując 21 i 27. miejsce w Klingenthal. W styczniu 2021 po raz pierwszy wystartowała w FIS Cupie, plasując się na 13. i 14. pozycji zawodów w Szczyrku. Miesiąc później stanęła na podium (2. miejsce) zawodów tego cyklu w Villach. W marcu 2022 wystartowała na mistrzostwach świata juniorów w Zakopanem, na których zajęła 33. miejsce indywidualnie oraz 4. lokatę w rywalizacji drużynowej. Na Zimowym Olimpijskim Festiwalu Młodzieży Europy 2022 zajęła 16. pozycję indywidualnie. W lutym 2024 po raz drugi w karierze wystartowała na mistrzostwach świata juniorów, na których zajęła 23. miejsce indywidualnie, 4. lokatę w drużynie kobiet oraz zdobyła złoty medal w mikście.

## Mistrzostwa świata juniorów
| Miejsce | Dzień     | Rok  | Miejscowość | Skocznia           | Punkt K | HS     | Konkurs      | Skok 1 | Skok 2 | Nota                  | Strata    | Zwyciężczyni |
| ------- | --------- | ---- | ----------- | ------------------ | ------- | ------ | ------------ | ------ | ------ | --------------------- | --------- | ------------ |
| 33.     | 3 marca   | 2022 | Zakopane    | Średnia Krokiew    | K-95    | HS-105 | indywid.     | 78,0 m | –      | 62,8 pkt              | 177,7 pkt | Nika Prevc   |
| 4.      | 5 marca   | 2022 | Zakopane    | Średnia Krokiew    | K-95    | HS-105 | druż.        | 85,0 m | 73,0 m | 738,3 pkt (130,5 pkt) | 150,2 pkt | Słowenia     |
| 23.     | 7 lutego  | 2024 | Planica     | Srednja skakalnica | K-95    | HS-102 | indywid.     | 87,5 m | 87,5 m | 203,5 pkt             | 62,8 pkt  | Tina Erzar   |
| 4.      | 9 lutego  | 2024 | Planica     | Srednja skakalnica | K-95    | HS-102 | druż.        | 85,0 m | 88,0 m | 768,9 pkt (194,3 pkt) | 137,6 pkt | Słowenia     |
| 1.      | 11 lutego | 2024 | Planica     | Srednja skakalnica | K-95    | HS-102 | druż. miesz. | 87,0 m | 89,0 m | 930,2 pkt (186,5 pkt) | –         | –            |

## Zimowy olimpijski festiwal młodzieży Europy
| Miejsce | Dzień    | Rok  | Miejscowość | Skocznia     | Punkt K | HS     | Konkurs  | Skok 1 | Skok 2 | Nota      | Strata   | Zwyciężczyni |
| ------- | -------- | ---- | ----------- | ------------ | ------- | ------ | -------- | ------ | ------ | --------- | -------- | ------------ |
| 16.     | 24 marca | 2022 | Lahti       | Salpausselkä | K-90    | HS-100 | indywid. | 78,5 m | 76,0 m | 165,0 pkt | 90,5 pkt | Nika Prevc   |

## Puchar Interkontynentalny

### Miejsca w klasyfikacji generalnej
| Sezon     | Miejsce |
| --------- | ------- |
| 2023/2024 | 52.     |

### Miejsca w poszczególnych konkursachPucharu Interkontynentalnego
stan po zakończeniu PI 2023/2024
| Źródło                                                                            | Źródło      | Źródło   | Źródło   | Źródło | Źródło | Źródło    | Źródło    | Źródło     | Źródło     | Źródło | Źródło | Źródło | Źródło | Źródło | Źródło | Źródło | Źródło | Źródło | Źródło | Źródło | Źródło | Źródło | Źródło | Źródło | Źródło | Źródło | Źródło | Źródło | Źródło | Źródło | Źródło | Źródło | Źródło | Źródło | Źródło | Źródło | Źródło | Źródło | Źródło |
| --------------------------------------------------------------------------------- | ----------- | -------- | -------- | ------ | ------ | --------- | --------- | ---------- | ---------- | ------ | ------ | ------ | ------ | ------ | ------ | ------ | ------ | ------ | ------ | ------ | ------ | ------ | ------ | ------ | ------ | ------ | ------ | ------ | ------ | ------ | ------ | ------ | ------ | ------ | ------ | ------ | ------ | ------ | ------ |
| Sezon 2023/2024                                                                   |             |          |          |        |        |           |           |            |            |        |        |        |        |        |        |        |        |        |        |        |        |        |        |        |        |        |        |        |        |        |        |        |        |        |        |        |        |        |        |
| Lillehammer                                                                       | Lillehammer | Notodden | Notodden | Falun  | Falun  | Innsbruck | Innsbruck | Brotterode | Brotterode | Lahti  | Lahti  | punkty | punkty | punkty | punkty | punkty | punkty | punkty | punkty | punkty | punkty | punkty | punkty | punkty | punkty | punkty | punkty | punkty | punkty | punkty |        |        |        |        |        |        |        |        |        |
| 27                                                                                | 33          | -        | -        | 24     | 18     | -         | -         | -          | -          | -      | -      | 24     | 24     | 24     | 24     | 24     | 24     | 24     | 24     | 24     | 24     | 24     | 24     | 24     | 24     | 24     | 24     | 24     | 24     | 24     |        |        |        |        |        |        |        |        |        |
| Legenda                                                                           |             |          |          |        |        |           |           |            |            |        |        |        |        |        |        |        |        |        |        |        |        |        |        |        |        |        |        |        |        |        |        |        |        |        |        |        |        |        |        |
| 1 2 3 4-10 11-30 poniżej 30 dq – dyskwalifikacja - – zawodniczka nie wystartowała |             |          |          |        |        |           |           |            |            |        |        |        |        |        |        |        |        |        |        |        |        |        |        |        |        |        |        |        |        |        |        |        |        |        |        |        |        |        |        |